# Индекс автомобильных номеров Гонконга
Автомобильные номерные знаки Гонконга выдаются Департаментом Транспорта Гонконга. Номерные знаки не предусмотрены государством, а выдаются по заказу владельца автомобиля.

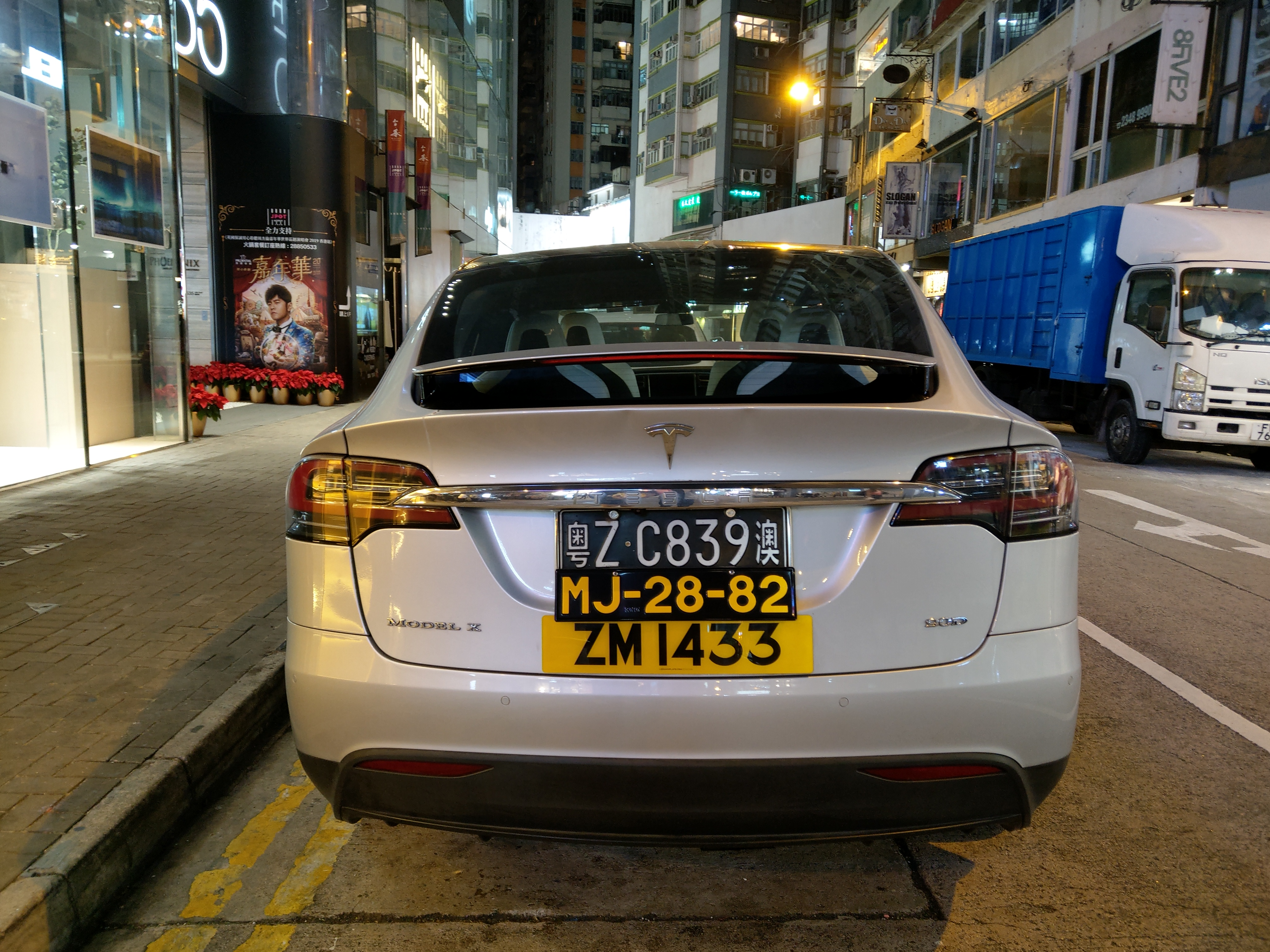
Автомобиль в Гонконге с номерными знаками Китая, Макао и Гонконга

## Обзор
На каждом транспортном средстве должно находиться два номерных знака — передний и задний. Передний знак имеет белый фон с черными символами, а задний — жёлтый фон с черными символами. Высота цифр и букв должна быть не меньше 8 cm и не больше 11 cm. Номерные знаки должны соответствовать Британскому Стандарту B.S. 145a с указанием на знаке спецификационного номера «B.S. AU 145a».

## Система Нумерации

### Обычные номера

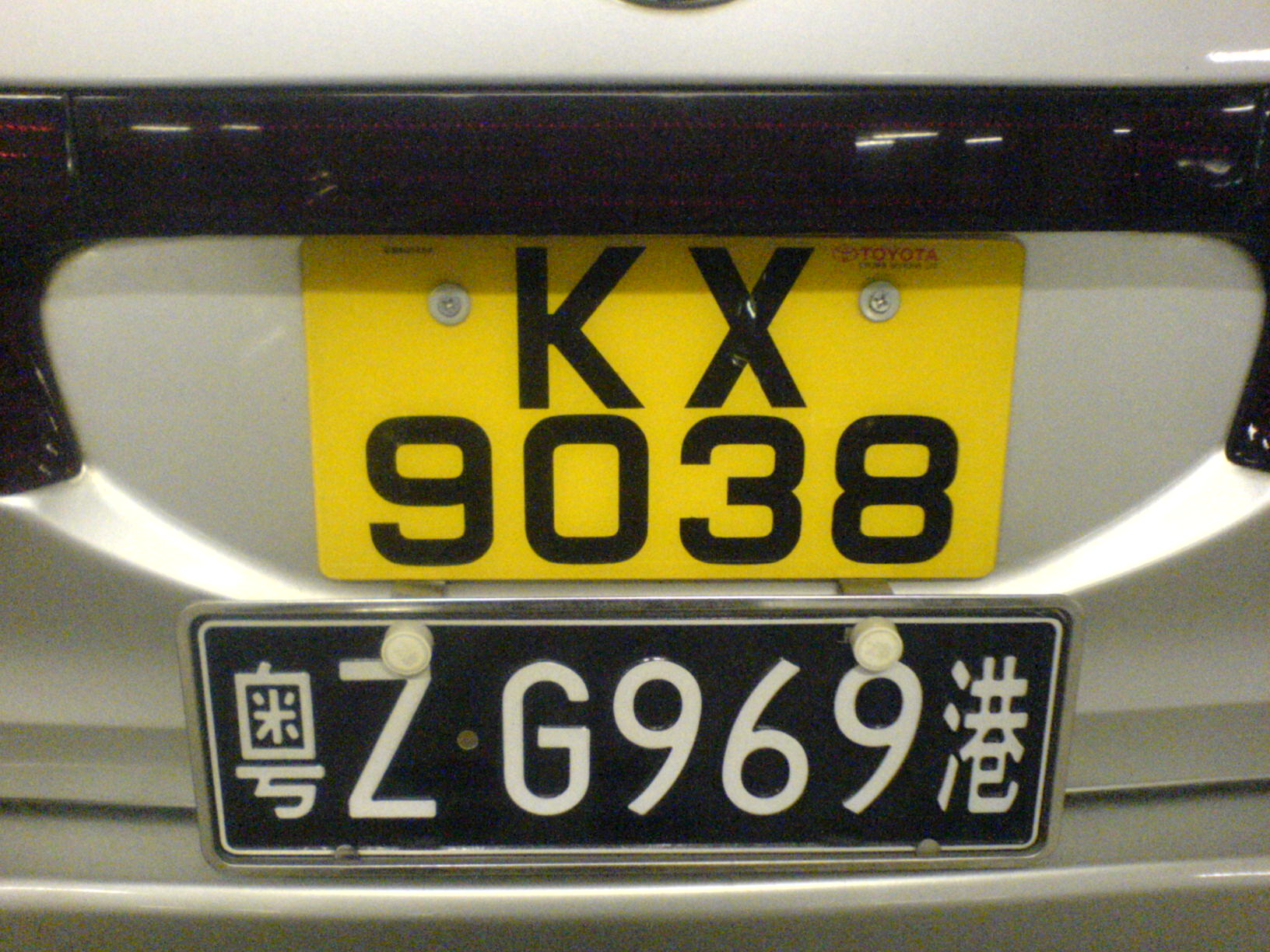
Chinese border-crossing plate displayed on a vehicle below a standard Hong Kong plate.

Большинство номеров автомобилей состоит из двухбуквенного префикса, за которым следует номер от 1 до 9999, без начальных нулей. Некоторые машины не имеют буквенного префикса. Буквы «I», «O» и «Q» не используются во избежание путаницы. Например, 9999, CP1, FP507, и LW2468.
Самые первые номера не имели буквенных префиксов. Вначале «HK», а затем «XX» были первыми двухбуквенными префиксами, а затем в последовательности: «AA», «AB», «AC», … «AZ», «BB», «BC»… «BZ», «CA», «CB», «CC», … . Следует отметить, что префикс «BA» не использовался в этот период, поскольку правительством считалось, что он будет путаться с «AB».
Другим аргументом против использования «BA» было то, что он будет означать Британскую Армию (British Army), поэтому префикс был пропущен. По той же причине был пропущен «BF», как British Forces, Британские вооруженные Силы.
Префиксы «FU» и «FV» также не использовались. Они, как правило, выдаются автомобилям с первичной регистрацией в материковом Китае, и используются в качестве их «трансграничного» номера в Гонконге. Для этой цели использовались префиксы «DW» и «EW».
Незадолго до воссоединения Гонконга с Китаем в июле 1997 года, в Гонконг был перемещен отряд Народно-Освободительной Армии. Транспортные средства из этого отряда были отмечены серией «AD» и также отображаются в континентальной регистрационной системе нумерации Гонконга.
Некоторые префиксы зарезервированы и имеют особое значение.

### Необычные номера

#### одно-буквенные префиксы
- «A» префикс для машин скорой помощи от пожарных служб Департамента государственной власти
- «F» префикс для пожарных машин и других транспортных средств пожарной охраны Департамента государственной власти
- «Т» префикс для продаваемых автомобилей, особенно, когда транспортное средство все ещё является новым. Эти знаки являются красными на белом.

#### Специальные префиксы
- «AM» (для AдMинистрации) зарезервирован для государственных транспортных средств.
- «LC» зарезервирован для транспортных средств представителей законодательной власти (Legislative ) и местных советов (Council) .
- «ZG» предназначен для Народно-освободительной армии в Гонконге (ZhùGǎng 駐港, означает «размещён в Гонконге» или «Гонконгский контингент»).
- " UC " ранее "" был зарезервирован для тогдашнего городского совета (Urban Cauncil)
- " RC " был зарезервирован для региональных советов (Regional Council) .

#### Буквенный суффикс
- «T» суффикс используется для фургонов и трейлеров и имеет в префиксе до 5ти цифр.

#### Только буквы
Некоторые специальные автомобильные номера не имеют в своем составе цифр, исключительно буквы.
- «CJ» для главного судьи Апелляционного суда последней инстанции
- «CS» для главного секретаря по вопросам администрации
- " FS " для финансового секретаря
- " SJ " для министра юстиции

#### Ни букв, ни цифр
- Транспортные средства Главного Управляющего Гонконга не имеют регистрационных знаков. Вместо этого они имеют изображение герба Гонконга спереди и сзади.

#### Другие необычные номера

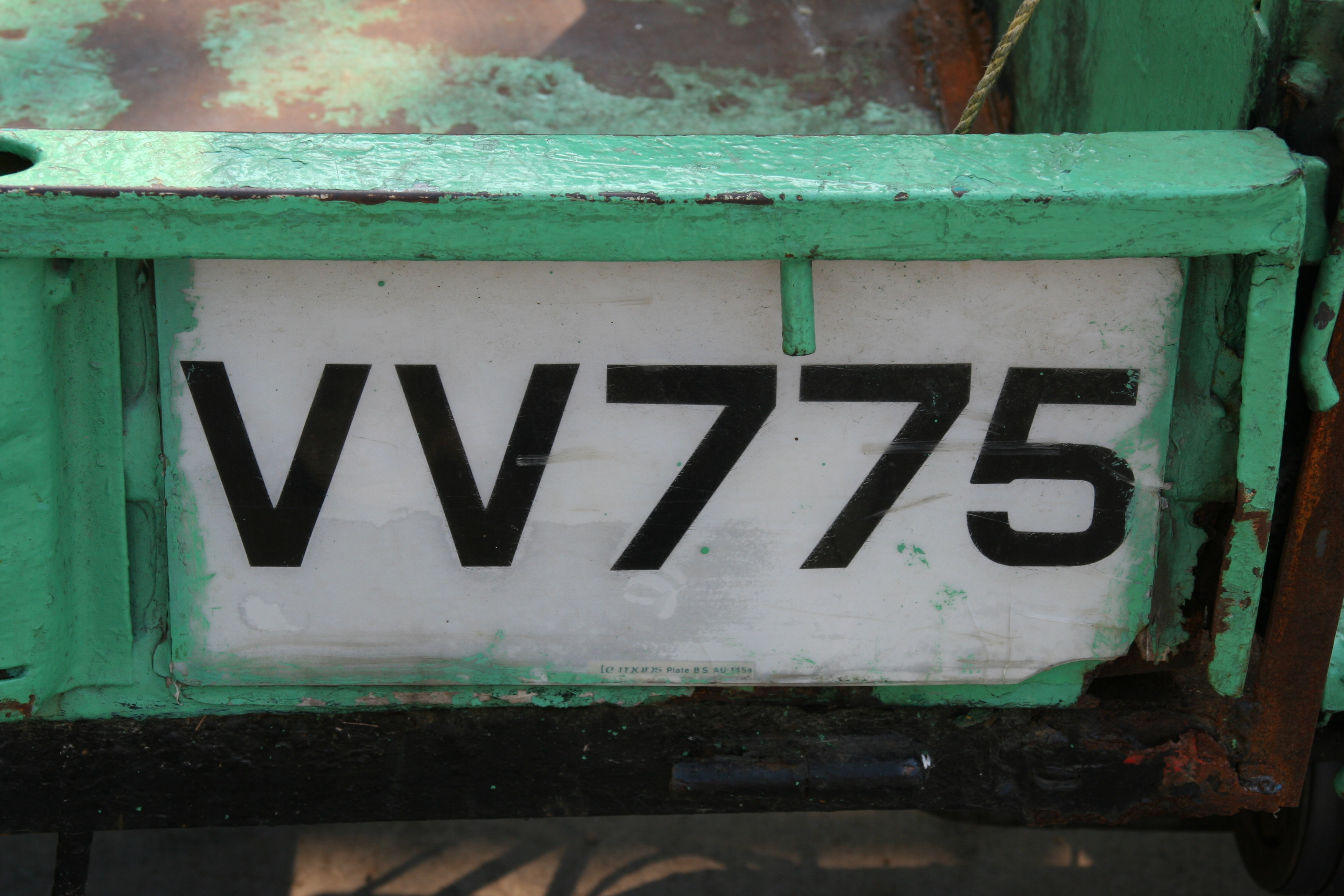
VV-series plate.

- «VV», «VW» для небольших транспортных средств, на узких дорогах, где проезд обычных машин запрещен. Номера в данном случае могут иметь нули вначале, автомобиль с номером «VV 002224» был обнаружен в Inspiration Lake Recreation Центре. Они также используются на острове Lantau для перевозки провизии от пристани к деревне. Возможно, VV означает «деревенский транспорт» («village vehicle»).
- Особую буквенно-цифровую схему имеют номерные знаки транспортных средств Британской Армии. Она состоит из двух цифр, затем следуют две буквы, а потом снова две цифры. Например, «15KL44».

### Специальные регистрационные знаки
Автомобиль имеет специальный регистрационный знак, если:
- он не имеет префикса; или
- имеет в своем составе следующий из номеров:
  - 1, 2, 3, 4, 5, 6, 7, 8, 9
  - 11, 22, 33, 44, 55, 66, 77, 88, 99
  - 111, 222, 333, 444, 555, 666, 777, 888, 999
  - 1111, 2222, 3333, 4444, 5555, 6666, 7777, 8888, 9999
  - 10, 20, 30, 40, 50, 60, 70, 80, 90
  - 100, 200, 300, 400, 500, 600, 700, 800, 900
  - 1000, 2000, 3000, 4000, 5000, 6000, 7000, 8000, 9000
  - 123, 234, 345, 456, 567, 678, 789
  - 1234, 2345, 3456, 4567, 5678, 6789
  - 12, 13, 14, 15, 16, 17, 18, 19, 21, 23, 24, 25, 26, 27, 28, 29, 31, 32, 34, 35, 36, 37, 38, 39, 41, 42, 43, 45, 46, 47, 48, 49, 51, 52, 53, 54, 56, 57, 58, 59, 61, 62, 63, 64, 65, 67, 68, 69, 71, 72, 73, 74, 75, 76,78, 79, 81, 82, 83, 84, 85, 86, 87, 89, 91, 92, 93, 94, 95, 96, 97, 98
  - 1100, 1122, 1133, 1144, 1155, 1166, 1177, 1188, 1199, 2200, 2211, 2233, 2244, 2255, 2266, 2277, 2288, 2299, 3300, 3311, 3322, 3344, 3355, 3366, 3377, 3388, 3399, 4400, 4411, 4422, 4433, 4455, 4466, 4477, 4488, 4499, 5500, 5511, 5522, 5533, 5544, 5566, 5577, 5588, 5599, 6600, 6611, 6622, 6633, 6644, 6655, 6677, 6688, 6699, 7700, 7711, 7722, 7733, 7744, 7755, 7766, 7788, 7799, 8800, 8811, 8822, 8833, 8844, 8855, 8866, 8877, 8899, 9900, 9911, 9922, 9933, 9944, 9955, 9966, 9977, 9988
  - (palindromes) 1001, 1221, 1331, 1441, 1551, 1661, 1771, 1881, 1991, 2002, 2112, 2332, 2442, 2552, 2662, 2772, 2882, 2992, 3003, 3113, 3223, 3443, 3553, 3663, 3773, 3883, 3993, 4004, 4114, 4224, 4334, 4554, 4664, 4774, 4884, 4994, 5005, 5115, 5225, 5335, 5445, 5665, 5775, 5885, 5995, 6006, 6116, 6226, 6336, 6446, 6556, 6776, 6886, 6996, 7007, 7117, 7227, 7337, 7447, 7557, 7667, 7887, 7997, 8008, 8118, 8228, 8338, 8448, 8558, 8668, 8778, 8998, 9009, 9119, 9229, 9339, 9449, 9559, 9669, 9779, 9889
  - (palindromes) 101, 121, 131, 141, 151, 161, 171, 181, 191, 202, 212, 232, 242, 252, 262, 272, 282, 292, 303, 313, 323, 343, 353, 363, 373, 383, 393, 404, 414, 424, 434, 454, 464, 474, 484, 494, 505, 515, 525, 535, 545, 565, 575, 585, 595, 606, 616, 626, 636, 646, 656, 676, 686, 696, 707, 717, 727, 737, 747, 757, 767, 787, 797, 808, 818, 828, 838, 848, 858, 868, 878, 998, 909, 919, 929, 939, 949, 959, 969, 979, 989
  - 1010, 1212, 1313, 1414, 1515, 1616, 1717, 1818, 1919, 2020, 2121, 2323, 2424, 2525, 2626, 2727, 2828, 2929, 3030, 3131, 3232, 3434, 3535, 3636, 3737, 3838, 3939, 4040, 4141, 4242, 4343, 4545, 4646, 4747, 4848, 4949, 5050, 5151, 5252, 5353, 5454, 5656, 5757, 5858, 5959, 6060, 6161, 6262, 6363, 6464, 6565, 6767, 6868, 6969, 7070, 7171, 7272, 7373, 7474, 7575, 7676, 7878, 7979, 8080, 8181, 8282, 8383, 8484, 8585, 8686, 8787, 8989, 9090, 9191, 9292, 9393, 9494, 9595, 9696, 9797, 9898

'Счастливые номера' выдаются только через продажу на публичном аукционе, который проводится время от времени. Все вырученные от продажи номеров средства идут на благотворительность.

## Владельцы номеров от 1 до 10
Лицензионный номерной знак «1» сохраняется для Комиссара Полиции, в то время как номера от '2' до '10' были проданы на аукционах. Некоторые из владельцев этих номеров — знаменитости Гонконга.
Нынешние владельцы номеров от 1 до 10:
- 1  : Комиссар Полиции Гонконга
- 2 : Wong, Ming-Hung (王明維)
- 3 : Cheng, Kung-Sze (鄭公時)
- 4 : Cecil Chao, Sze-Tsung (趙世曾)
- 5 : Joseph Lau, Lin-Hung (劉鑾雄)
- 6 : Медиамагнат, филантроп и долгожитель, один из создателей китайского кино Шао Ифу (邵逸夫)
- 7 : Heung, Chik-Kau (香植球)
- 8 : Law, Ting-Pong (羅定邦)
- 9  : Albert Yeung, Sau-Shing (楊受成)
- 10 : Yung, Wing-Doi (容永道)